# Мимар Хајрудин
Мимар Хајрудин (Мимар Хајрудин Млађи, Неимар Хајрудин; тур. Mimar Hayreddin  рођ. око 1500. године).
О животу и радовима Мимара Хајрудина Млађег нема довољно информација и разликује се од истоименог архитекте који је живео крајем 15. и почетком 16. вијека и био главни архитекта (турски: мимар)  у османском царству  и грађевински инжењер под влашћу султана Бајазита II (владао 1481-1512) и султана Сулејмана Величанственог (владао 1520-1566).
Син, такође архитекте, Мурата и ученик чувеног османског архитекте Мимар Синана, Хајрудин је био задужен за изградњу Старог Моста у Мостару.

## Дјела
Стари Мост у Мостару (изграђен око 1566. године), сматра се врхунским примјером балканске исламске архитектуре. Према легенди, Хајрудин је побјегао из Мостара дан прије него што су подигнуте скеле, због страха од Сулејмана Величанственог. Неки извори наводе да је султан пријетио да ће Хајрудин бити осуђен на смрт у случају да се лук моста икада сруши. Његов дизајн опстао је све до уништења моста од стране хрватских снага 1993. године. Мост је обновљен, а радови су трајали од јуна 2001. године до свечаног отварања новог моста 23. јула 2004. године, уз трошкове који су процијењени на око 15,5 милиона америчких долара.
Декрет датиран 7. априла 1568. године (9. шевал 975.) издат од капетана Херцеговине Хусеин-паше, преко Давуда, главном архитекти Кочи Синану, тражио је да се пошаље архитекта за изградњу тврђаве планиране на западној обали Босне. Документ који је објавио Ахмед Рефик Алтıнаy наводи да је архитекта Хајредин био одабран за овај задатак: „Главном архитекти је наређено да је Хусеин, бег од Херцеговине, послао писмо у Мегаршку (Макарска, југоисточно од Сплита у Далмацији) и затражио архитекту за изградњу тврђаве. Извештава се да је Хајредин, који је претходно изградио Мостарски мост, вешт у грађевинској науци и да треба бити именован и послат за изградњу тврђаве. Када стигне, треба одмах да именује Хајредина за изградњу тврђаве и да га пошаље да започне и заврши пројекат према његовом мишљењу. Ово је дато Давуду, капетану Хусеин-паше, 9. шеввала 975.“
Поред овог документа, нема других информација о архитекти Хајредину који је показао своју вештину у изградњи Мостарског моста. Овај документ такође демантује дуготрајну причу (Евлија Челебија) да је Мостарски мост изградио Мимар Синан.
Иако се у другим документима помиње име слично Мимару Хајредину, није потврђено да ли је то исто лице које је изградило Мостарски мост. Према документу из Архива Музеја Топкапи, поправке на хамаму у Ајашу, близу Анкаре, и повезани обрачуни плаћања извршио је један Мимар Хајредин. Такође, други документ који је објавио Ахмед Рефик спомиње неимара по имену Пир Хајредин, који је био консултован у вези са спором о старости цркве у кварту Сејид Омера у Истанбулу. Овај документ, упућен судији у Истанбулу и главном архитекти, датира из 30. октобра 1564. године (24. реби’ул-еввел 972). На крају, поправке цркве и верског комплекса познатог као Сулуманастир у четврти Саматја у Истанбулу, прегледали су заједно главни архитекта Синан и Мимар Хајредин. Овај запис је такође датиран у 1563-64. годину (971). С обзиром на то да је изградња моста и тврђаве у Босни и Херцеговини била око 1568. године (975), прилично је вероватно да је овај Хајредин исто лице које је припремило извештаје о инспекцији за одређене грађевине у Истанбулу у 1563-65. години (971-72). Очекује се да је Хајредин, који је створио ремек-дјело као што је Мостарски мост, показао своје вјештине и у другим радовима.
Хусеин-пашину џамију у Пљевљима (започета изградња око 1570. године као дио вакуфа Хусеин-паше Бољанића) и Џамију Синан-бега Бољанића у Чајничу (изграђена 1570. године, по налогу Синан-бега Бољанића) неки аутори приписују Мимару Хајрудину.